# Pomasia galastis
Pomasia galastis là một loài bướm đêm trong họ Geometridae.